# Atlakoja
Az azték mitológiában Atlakoja volt az aszály és a terméketlen földek istene. A leghíresebb ábrázolása a Maglabechiano kódexben található ahol Majavellel beszélget. A képen tunikát és egy quechquemitl nevű sálat visel.